# LaVal-Haftscheibenfledermaus

Skizze des möglichen Verbreitungsgebiets

Die LaVal-Haftscheibenfledermaus (Thyroptera lavali) ist eine im Norden Südamerikas verbreitete Fledermaus in der Familie der Amerikanischen Haftscheibenfledermäuse. Das Typexemplar stammt aus der Region Loreto im Norden Perus.

## Merkmale
Die Art ist verglichen mit anderen Gattungsvertretern größer und kräftiger. Zusätzlich hat sie ein kürzeres Fell. Die Gesamtlänge mit Schwanz beträgt 74 bis 87 mm, wobei der Schwanz 23 bis 31 mm einnimmt. Die LaVal-Haftscheibenfledermaus hat 4 bis 7 mm lange Hinterfüße sowie 8 bis 12 mm lange Ohren. Die kennzeichnenden Haftschalen am Daumen haben eine ovale Form. Auf der Unterseite besitzen die Haare zwei verschiedene Farbabschnitte.
Die Unterarme sind 37 bis 41 mm lang sowie behaart und das Gewicht beträgt 4 bis 6 g. Das wollige Fell hat oberseits eine zimtbraune Farbe und auf der Unterseite kommt gelbbraunes Fell vor. Der Schwanz ragt etwas aus der Schwanzflughaut heraus. Am Fersensporn (Calcar) befinden sich oft kleine Hautlappen.

## Verbreitung
Von der LaVal-Haftscheibenfledermaus sind Einzelfunde aus Venezuela, Ecuador, Peru und aus dem nordwestlichen Brasilien bekannt. Sie lebt im Hügelland zwischen 110 und 700 Meter Höhe. In Kolumbien waren bis zum Jahr 2016 nur Fossile dokumentiert. Diese Fledermaus lebt in tropischen immergrünen Wäldern mit spärlicher Untervegetation aus Büschen. Ein Fund in Ecuador erfolgte in einem Sumpf mit Palmen der Gattung Mauritia.

## Lebensweise
Die Exemplare jagen in der Luft nach Insekten. Ein Individuum ruhte in einer Palme. Funde von trächtigen Weibchen stammen aus dem Oktober und Weibchen mit milchführenden Zitzen sind von Januar und Februar bekannt. Am Amazonas werden die Nachkommen zu Beginn der Regenzeit geboren.

## Gefährdung
Möglicherweise wirken sich Landschaftsveränderungen in Teilen des Verbreitungsgebiets negativ aus. Die IUCN listet die Art mit ungenügender Datenlage (data deficient).